# Liverpool F.C. (Montevideo)
|  | Denne side handler om den uruguayanske fodboldklub Liverpool F.C.. Se Liverpool F.C. for den engelske. |
Liverpool Fútbol Club (kendt som Liverpool F.C.) er en uruguayansk fodboldklub fra hovedstaden Montevideo. Klubben spiller i landets bedste liga, Primera División Uruguaya, og har hjemmebane på Estadio Belvedere. Klubben blev grundlagt den 12. februar 1915. Klubben har i 2021 vundet deres første mesterskab i klubbens historie. .